# Phyllodonta pseudonyma
Phyllodonta pseudonyma là một loài bướm đêm trong họ Geometridae.